# Akdere (Silifke)

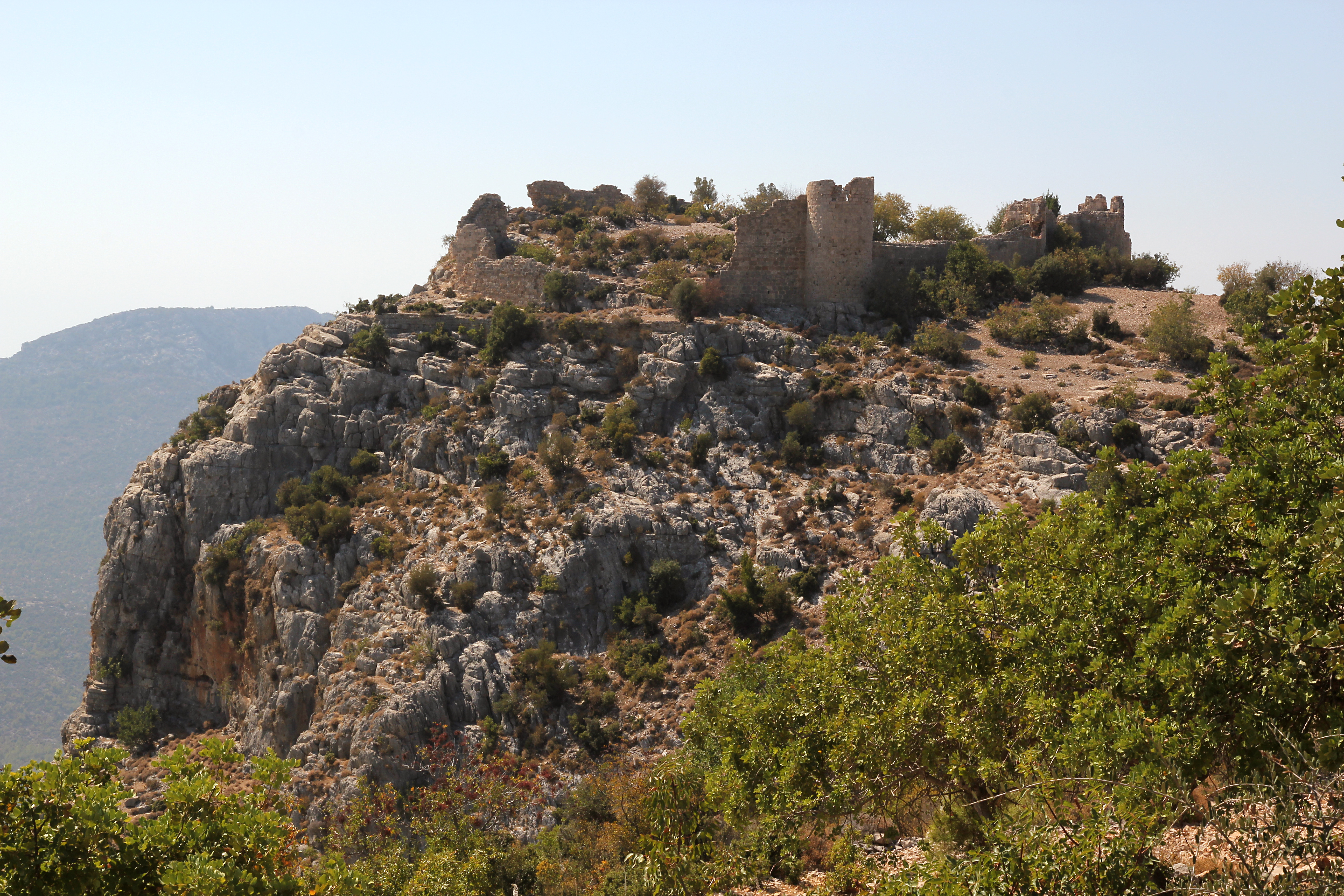
Tokmar Kalesi

Akdere war eine Gemeinde im Landkreis Silifke der türkischen Provinz Mersin. Seit einer Gebietsreform 2014 ist der Ort keine Gemeinde mehr, sondern ein Ortsteil der Kreisstadt Silifke.
Akdere liegt im Südwesten des Landkreises etwa 25 Kilometer westlich von Silifke an der Küstenstraße D 400 von Antalya nach Mersin. Die Entfernung zum Mittelmeer beträgt etwa 2,5 Kilometer. Akdere liegt am Südostende des Bergzugs Akçalı Dağları.
Zwei Kilometer nordwestlich des Ortes liegt auf dem Bergsporn Kale Tepesi die Burgruine Tokmar Kalesi.